# Liste der Naturdenkmale in Dietrichingen
Die Liste der Naturdenkmale in Dietrichingen nennt die im Gemeindegebiet von Dietrichingen ausgewiesenen Naturdenkmale (Stand 23. Mai 2024).

## Naturdenkmale
| Nr.         | Bezeichnung           | Lage                                      | Beschreibung | Bild                                    |
| ----------- | --------------------- | ----------------------------------------- | ------------ | --------------------------------------- |
| ND-7340-199 | Eiche am Schulzenbühl | östlich des Ortes an der L 478 Lage       | Quercus sp.  | Direkt Bild zu diesem Denkmal hochladen |
| ND-7340-200 | Eiche am Monbijouhof  | nördlich des Ortes beim Gut Monbijou Lage | Quercus sp.  | Direkt Bild zu diesem Denkmal hochladen |

## Ehemalige Naturdenkmale
| Nr. | Bezeichnung              | Lage                              | Beschreibung                                                                                        | Bild                                    |
| --- | ------------------------ | --------------------------------- | --------------------------------------------------------------------------------------------------- | --------------------------------------- |
|     | Hecke mit Schwarzkiefern | nördlich des Klosterwaldhofs Lage | Feldgehölz mit Pinus nigra; Rechtsverordnung aufgehoben, jetzt Teil des Naturschutzgebiets Monbijou | Direkt Bild zu diesem Denkmal hochladen |